# 坂田好弘
坂田 好弘（さかた よしひろ、1942年9月26日 - ）は、日本の元ラグビー選手・ラグビー指導者。大阪体育大学名誉教授、日本ラグビーフットボール協会理事、関西ラグビー協会長を務める。
2012年までは大阪体育大学ラグビー部監督を務め、2013年から同ラグビー部エグゼクティブ・アドバイザー。日本ラグビー史、ワールドクラスの選手として知られている。2012年に東洋人として初となるワールドラグビー殿堂入りを果たした。

## プロフィール
- 大阪府出身。
- 現役時代のポジションはウィング(WTB)。
- 日本代表キャップは16。
- ニックネームはデミ。

## 来歴
洛北高校から同志社大学に進学。在学中の1963年、全日本のメンバーに初選出される。大学卒業後は、近畿日本鉄道（近鉄）に入社。ラグビー部（現花園近鉄ライナーズ）に入部。
1968年、大西鉄之祐監督率いる全日本のニュージーランド遠征メンバーに選ばれ、オールブラックス・ジュニア相手に4トライを上げ、大金星に貢献。「世界のサカタ：FLYING WING SAKATA (空飛ぶウィング・サカタ）」として名を轟かせ、ニュージーランドの「プレイヤーズ・オブ・ザ・イヤー」にも輝く。
オールブラックスジュニア戦のフィフティーン
- 1968年6月3日 ウエリントン・アスレティックパーク

| 番号 | 選手名     | 所属                         |
| ---- | ---------- | ---------------------------- |
| 1    | 川崎守央   | 近鉄                         |
| 2    | 後川光夫   | リコー                       |
| 3    | 猿田武夫   | 東京三洋                     |
| 4    | 堀越慈     | ライオン歯磨（現：ライオン） |
| 5    | 小笠原博   | 近鉄                         |
| 6    | 井沢義明   | 早大                         |
| 7    | 石田元成   | 電電東海                     |
| 8    | 石塚広治   | 近鉄                         |
| 9    | 大久保吉則 | 近鉄                         |
| 10   | 桂口力     | 九州電力                     |
| 11   | 坂田好弘   | 近鉄                         |
| 12   | 横井章     | 三菱自工京都                 |
| 13   | 尾崎真義   | トヨタ自工                   |
| 14   | 伊藤忠幸   | リコー                       |
| 15   | 萬谷勝治   | トヨタ自工                   |

※ 太字はキャプテン
翌年、カンタベリー大学へ留学。カンタベリー州代表選手としてプレーする。日本人初のニュージーランド州代表選手権1部リーグ選手となり、ニュージーランド大学選抜、NZバーバリアンズにも選出された。ハカを初めて舞った日本人である。1970年にはラグビーニュージーランド代表南ア遠征メンバー候補にも挙げられた。NZ地元紙において「坂田を南アフリカへ連れて行け！」と記事に掲載された。
1973年のヨーロッパ遠征でもフランス代表相手に1トライを奪った。同年代表を引退。
1975年1月15日に国立競技場で開催された日本選手権の対早大戦を最後に現役引退し、近鉄を退社。
その後は、大阪体育大学教授となりラグビー部監督にも就任（2012年まで）。現在は（財）日本ラグビーフットボール協会理事、関西ラグビー協会長。
2007年にはW杯の開会式に「伝説的選手：ラグビー・レジェンド」の一員として招待される。2007年9月7日、パリ郊外・サンドニにあるスタット・フランス。第6回ラグビーワールドカップの開幕式典に、世界を代表する20人の伝説的な名選手による「ラグビー・レジェンド」が登場すると、8万人の大観衆で膨れ上がった観客席から大声援がわき上がった。元フランス代表主将・名FLジャン=ピエール・リヴ、ウェールズが誇る名SHガレス・エドワーズ、豪州代表主将・名LOジョン・イールズら、そうそうたる顔ぶれの中に、「空飛ぶウィング」として名をとどろかせた坂田がアジア・日本代表として招待され、「ヨシヒロ・サカタ、ジャポン」と紹介された。
2012年6月5日、国際ラグビー評議会より『国際ラグビー殿堂』競技者顕彰者に選出された。同年9月15日、2012年度シーズンを最後に、大体大監督を退任する意向を明らかにした。そして12月23日の、大学選手権セカンドステージ・対早稲田大学戦（近鉄花園ラグビー場）をもって、監督を退任した。

## 脚註
1. ↑  坂田氏が日本人初の殿堂入り IRBが選出 産経新聞 2012年6月5日閲覧
2. ↑  殿堂入り大体大・坂田監督が退任へ - 日刊スポーツ 2012年9月15日付